# Driving Miss Daisy (obra de teatro)
Driving Miss Daisy (traducida al español como Paseando a Miss Daisy) es una obra de teatro del dramaturgo estadounidense Alfred Uhry.

## Argumento
Ambientada en la ciudad sureña de Atlanta en el año 1948, recrea la historia de la adinerada señora Daisy Werthan, a quien su hijo obliga a contratar un chófer de color, Hoke Colburn, tras haber sufrido un accidente automovilístico. La relación entre la dama y el conductor es inicialmente muy complicada, pero con el paso del tiempo se va afianzando y acaba con una sincera amistad. La obra finaliza en 1973, cuando Daisy, nonagenaria e internada en una residencia, le cofiesa a Hoke que para ella ha sido el mejor amigo de su vida.

## Representaciones destacadas
- Playwrights Horizons, Off-Broadway, Nueva York, 5 de abril de 1987. Estreno.[1] Posteriormente se trabnsfirió al John Houseman Theatre, donde se mantuvo en cartel durante 1195 funciones, hasta el 3 de junio de 1990.[2]
  - Intérpretes: Dana Ivey (Miss Daisy), Morgan Freeman (Hoke).

- Apollo Theatre, Londres, 1988.[3]
  - Intérpretes: Wendy Hiller (Miss Daisy), Clarke Peters (Hoke), Barry Foster (Boolie).

- Teatro La Cometa, Roma, 1992.[4] Versión en italiano, con el título de A spasso con Daisy
  - Dirección: Giuseppe Venetucci.
  - Intérpretes: Pina Cei (Daisy), Harold Bradley, Giorgio Crisafi.

- Teatro La Latina, Madrid, 2002.[5]
  - Dirección: Luis Olmos.
  - Intérpretes: Amparo Rivelles (Miss Daisy), Ildefonso Tamayo (Hoke), Mario Vedoya (Boolie).

- Théâtre Saint-Georges, París, 2003. Versión en francés, con el título de Miss Daisy et son chauffeur
  - Dirección: Stephan Meldegg.
  - Intérpretes: Micheline Dax (Miss Daisy), Jean-Michel Martial (Hoke), Jean-Loup Horwitz (Boolie).

- John Golden Theatre, Broadway, Nueva York, 2010.[6]Esta producción, con el mismo elenco se montó en Londres en 2011 y en Australia en 2013, si bien en este caso el papel de Miss Daisy fue representado por Angela Lansbury.
  - Dirección: David Esbjornson.
  - Intérpretes: Vanessa Redgrave (Miss Daisy),  James Earl Jones (Hoke), Boyd Gaines (Boolie).

## Adaptaciones
Fue llevada al cine en 1989 con el mismo título por Bruce Beresford, contando con las interpretaciones de Jessica Tandy (Miss Daisy),  Morgan Freeman (Hoke) y Dan Aykroyd (Boolie). El film obtuvo el Óscar a la mejor película.

## Premios
La obra recibió el Premio Pulitzer de teatro en 1989.